# ائوسبیو اسکوبار
ائوسبیو اسکوبار (اسپانیایی: Eusebio Escobar‎؛ زادهٔ ۲ ژوئیهٔ ۱۹۳۶) بازیکن فوتبال اهل کلمبیا بود.
از باشگاه‌هایی که در آن بازی کرده‌است می‌توان به باشگاه فوتبال دپورتیوو پریرا، باشگاه فوتبال آمریکا ده کالی، باشگاه فوتبال اتلتیکو ناسیونال، باشگاه فوتبال ایندپندینته مدئین، و باشگاه ورزشی دیپورتیوو کالی اشاره کرد.
وی همچنین در تیم ملی فوتبال کلمبیا بازی کرده‌است.